# Суык-Чишма (Заинский район)
Суык-Чишма — деревня в Заинском районе Татарстана. Входит в состав Чубуклинского сельского поселения.

## География
Находится в восточной части Татарстана на расстоянии приблизительно 18 км на юго-запад по прямой от железнодорожной станции города Заинск у речки Чубуклинка.

## История
Основана в 1925 году переселенцами из села Чубуклы.

## Население
Постоянных жителей было: в 1926—250, в 1938—327, в 1949—364, в 1958—391, в 1970—462, в 1979—311, в 1989—185, в 2002—205 (татары 100 %), 226 в 2010.